# Nhân Thánh Vương hậu
Nhân Thánh Vương hậu (chữ Hán: 仁聖王后; Hangul: 인성왕후; 7 tháng 10, 1514 - 6 tháng 1, 1578), hay Cung Ý Đại phi
(恭懿大妃) là vương phi của Triều Tiên Nhân Tông, vị quân chủ thứ 12 nhà Triều Tiên.

## Tiểu sử
Xuất thân từ Phan Nam Phác thị (潘南朴氏), bà sinh ngày 20 tháng 9 (tức ngày 7 tháng 10 dương lịch), vào năm Triều Tiên Trung Tông thứ 9 (1514), là con gái của Cẩm Thành Phủ viện quân Phác Dung (朴墉) và Văn Thiều Phủ phu nhân Nghĩa Thành Kim thị (聞韶府夫人義城金氏), con gái của Kim Ích Khiêm (金益謙).
Năm Trung Tông thứ 19 (1524), ngày 3 tháng 6, thụ phong Thế tử tần. Khi Nhân Tông tức vị, phong Vương phi.
Không lâu sau Nhân Tông thăng hà, con trai của Đại phi Doãn thị là Khánh Nguyên đại quân Lý Hoàn đăng cơ, tức Triều Tiên Minh Tông. Phác phi được tôn làm Vương đại phi, hiệu là Cung Ý Vương đại phi (恭懿王大妃).
Năm Triều Tiên Tuyên Tổ thứ 10 (1577), ngày 29 tháng 11 (tức 6 tháng 1 năm 1578), Đại phi Phác thị qua đời tại Giao Thái điện (交泰殿), Cảnh Phúc cung, hưởng thọ 64 tuổi.
Định thụy hiệu là Nhân Thánh (仁聖), huy hiệu là Hiếu Thuận (孝順), toàn xưng Hiếu Thuận Cung Ý Nhân Thánh vương hậu (孝順恭懿仁聖王后), an táng ở Hiếu lăng (孝陵) trong Cao Dương Tây tam lăng (高陽西三陵).

## Gia tộc
- Cao tổ: Phác Ngân (朴訔), tổ 7 đời của Ý Nhân Vương hậu, nguyên phi của Triều Tiên Tuyên Tổ.
  - Tằng tổ: Phác Khương (朴薑), con thứ của Phác Ngân, anh cả Phác Quỳnh (朴葵) là tổ 6 đời của Ý Nhân Vương hậu.
    - Tổ phụ: Phác Lâu (朴䎩), Tư Hiến phủ Chấp nghĩa, tặng Lãnh nghị chính.
      - Thân phụ: Phác Dung (朴墉; 1468 - 1524), tặng Lãnh nghị chính, tước Cẩm Thành Phủ viện quân (錦城府院君).
      - Tiền mẫu: Quang Châu Kim thị (光州金氏), con gái Kim Cư (金琚).
      - Thân mẫu: Nghĩa Thành Kim thị (義城金氏), tước Văn Thiều Phủ phu nhân (聞韶府夫人).